# Szujuch Tahtani
Szujuch Tahtani (arab. شيوخ تحتاني) – miasto w Syrii, w muhafazie Aleppo. W 2004 roku liczyło 4338 mieszkańców.